# Kasimir (Heiliger)

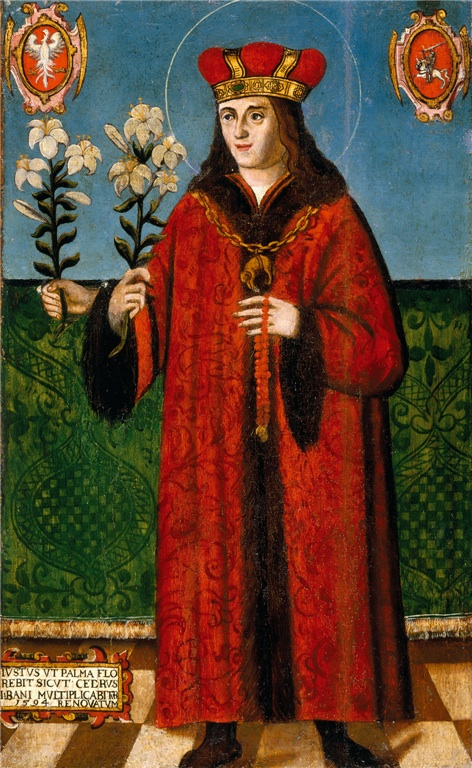
Heiliger Kasimir von Litauen

Der heilige Kasimir von Litauen (litauisch Šventasis Kazimieras, polnisch Święty Kazimierz) (* 3. Oktober 1458 in Krakau, Polen; † 4. März 1484 in Grodno, damals Großfürstentum Litauen) war der zweite Sohn des polnischen Königs Kasimir IV. (1427–1492) und dessen Frau Elisabeth von Habsburg (1437–1505).

## Leben
Bereits der junge Kasimir wurde am königlichen Hof in Krakau weithin bewundert als außerordentlich intelligent und gleichzeitig bescheiden und barmherzig. Im Alter von 13 Jahren schickte ihn sein Vater mit einem militärischen Trupp nach Ungarn, wo er gegen Matthias Corvinus die ungarische Königskrone erstreiten sollte. Von diesem erfolglosen Feldzug zurückgekehrt rückte er in der Erbfolge an die erste Stelle, nachdem sein älterer Bruder Wladislaw 1472 zum König von Böhmen ausgerufen worden war.
Sein Vater baute ihn in der Folgezeit zu seinem Nachfolger als polnischer König auf. 1481–83 vertrat Kasimir seinen Vater zwei Jahre lang in Krakau, als letzterer sich in Litauen aufhielt. Er erlangte durch seinen sparsamen Regierungsstil, sein Vorgehen gegen das Räubertum und gegen korrupte Hofbeamte das Ansehen weiter Teile der Bevölkerung, der vor allem sein bescheidener Lebensstil und seine Barmherzigkeit gegenüber Armen imponierte. An dieser streng christlichen Lebensweise scheiterte allerdings auch ein Versuch seines Vaters, ihn mit der Tochter Friedrichs III. zu verheiraten, da Kasimir ein Keuschheitsgelübde abgelegt hatte. Durch seine asketische Lebensweise war er körperlich geschwächt und erkrankte an Tuberkulose. 1483 folgte er seinem Vater nach Litauen und übernahm dort die Kanzlerschaft, während Kasimir IV. nach Polen zurückkehrte. Er starb am 4. März 1484 im Alter von nur 25 Jahren in Grodno.

## Grab und Heiligsprechung

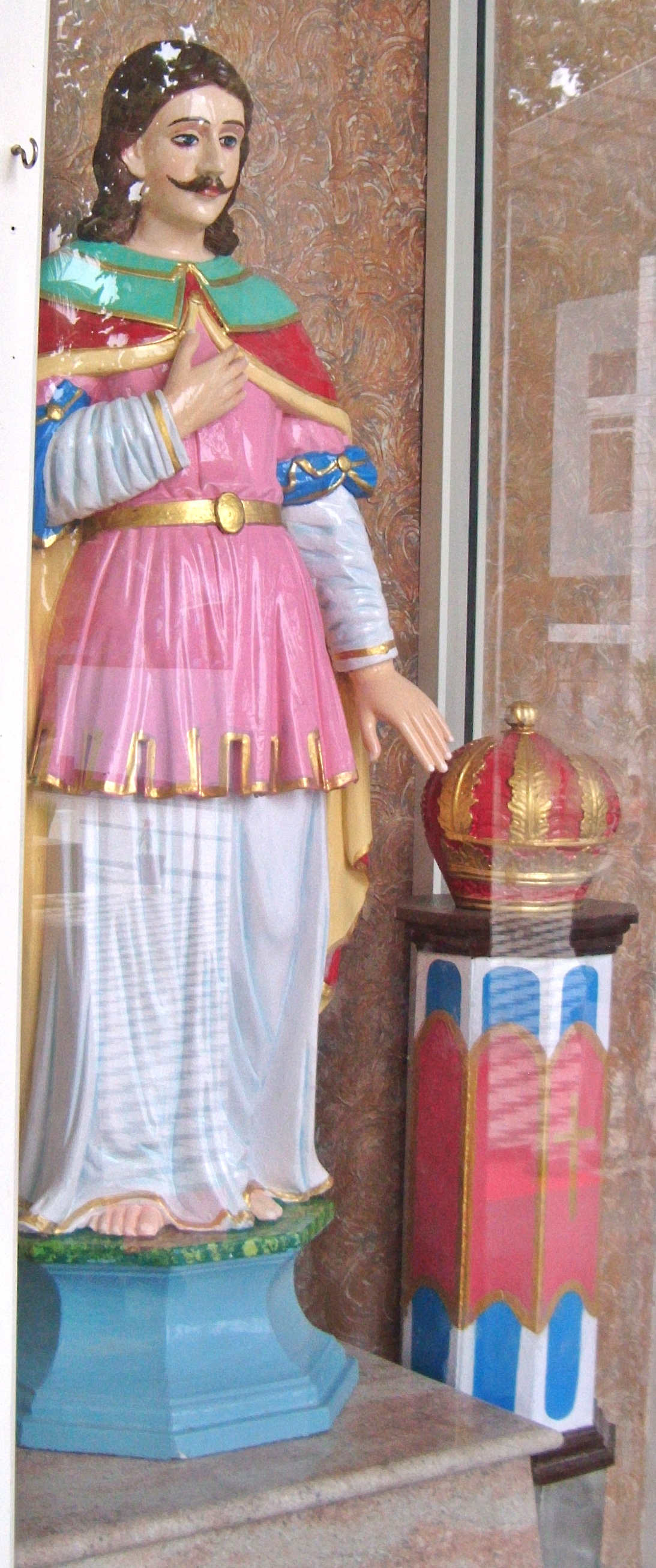
St. Kasimir als Kirchenpatron der gleichnamigen Pfarrei, in Kollam, Kerala, Indien

Bei seiner Aufbahrung in der Kathedrale von Vilnius kamen zahlreiche Bewohner der Stadt, um Abschied von ihm zu nehmen. So wurde er nicht unter der Kirche, sondern in einer Kapelle der Kirche begraben und sein Grab wurde zu einer Pilgerstätte. Gut 30 Jahre nach seinem Tod leitete Papst Leo X. den Prozess der Heiligsprechung ein, 1521 stellte der beauftragte päpstliche Nuntius Zacharias Ferreri seinen Bericht Vita Beati Casimiri (Das Leben des seligen Kasimir) fertig. Dieser rühmte seine Barmherzigkeit, seine Opferbereitschaft und seinen keuschen Lebensstil. Seine Heiligsprechung, die noch von Leo X. vor seinem Tod 1521 veranlasst wurde, erlangte das Licht der Öffentlichkeit erst über 80 Jahre später und wurde endgültig durch eine Bulle von Papst Clemens VIII. im Jahre 1602 bestätigt. Im Mai 1604 fanden in Vilnius große Feierlichkeiten zu seiner Heiligsprechung statt. Bei der Öffnung seines Sarges fand man angeblich einen unversehrten Leichnam vor und unter der rechten Schläfe einen Zettel mit dem Marienhymnus Omni die dic Mariae, der seither als sein Werk galt.
1636 wurde der Bau einer eigenen Grabkapelle fertiggestellt, die an das Kirchenschiff der Kathedrale angebaut wurde. In ihr liegt seither der Leichnam des heiligen Kasimir in einem Silbersarg auf einem Altar aufgebahrt. Zahlreiche Wunder werden seinem über dem Sarg hängenden Bildnis zugesprochen. Besonders die Jesuiten, die seit 1569 in Litauen wirkten, trugen zur Verbreitung des Heiligenkultes bei. Viele Kirchen in Litauen tragen seinen Namen, zuvorderst die von den Jesuiten errichtete St. Kasimir-Kirche in Vilnius. Nach dem Zweiten Weltkrieg schlossen die Sowjets die Kathedrale und so wurden die Reliquien 1949 in die Peter-und-Paul-Kirche in Vilnius überführt. In der Zeit der Perestroika konnten sie am 4. März 1989 wieder in ihre angestammte Kapelle zurückgebracht werden.

## Gedenktag
- Katholisch: 4. März (Nicht gebotener Gedenktag im Allgemeinen Römischen Kalender)

Kasimir wurde im frühen 17. Jahrhundert von Papst Urban VIII. zum Schutzheiligen von Litauen ernannt. Am 11. Juni 1948 wurde er von Papst Pius XII. zum Schutzheiligen der Jugend ernannt. Er wird auch als Patron der Keuschheit verehrt.
Seit dem 17. Jahrhundert finden in ganz Litauen am letzten Wochenende vor dem 4. März große Jahrmärkte statt (lit. Kaziuko mugė).